# Rio della Croce (Giudecca)

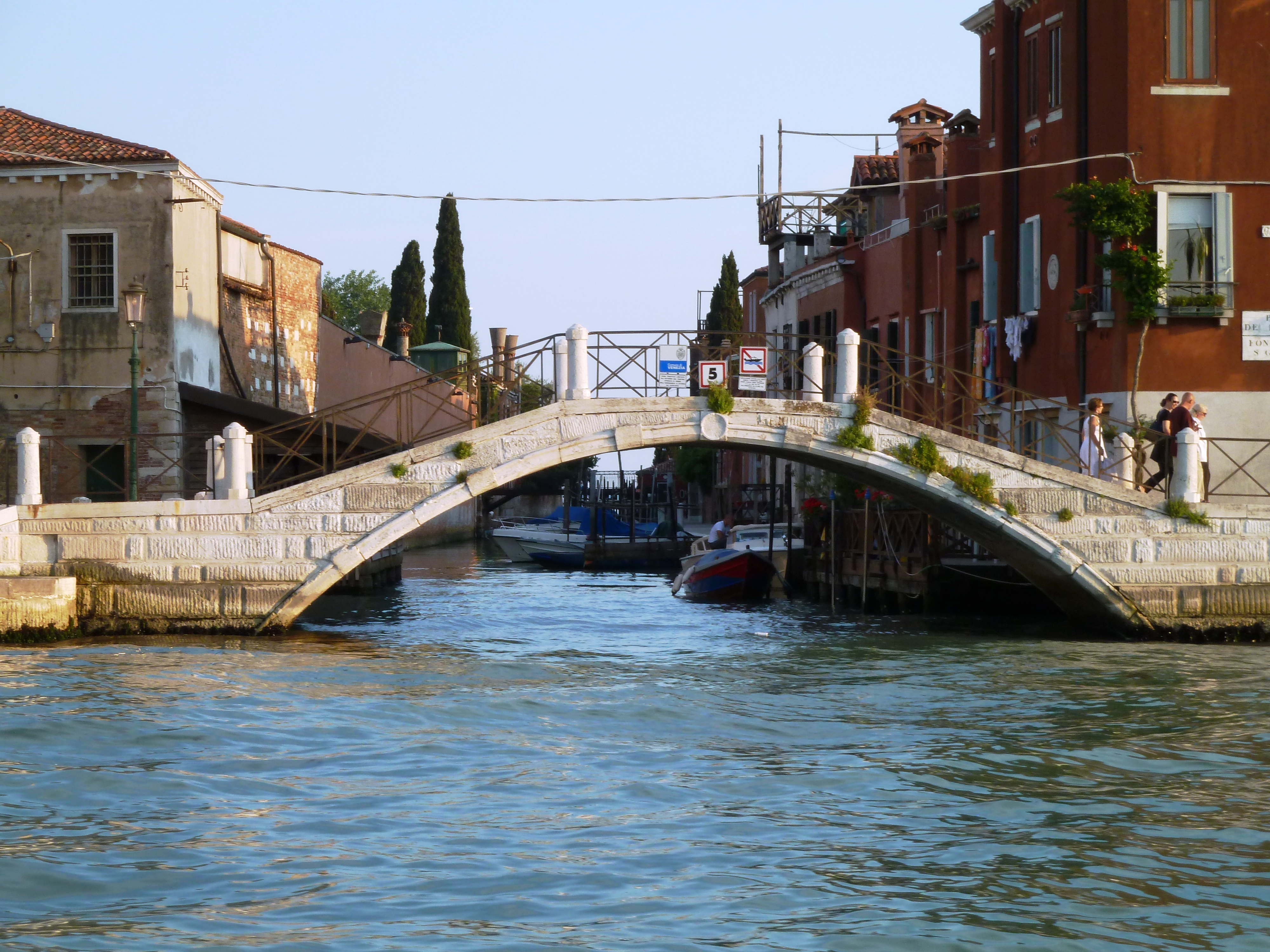
Ponte de la Croce

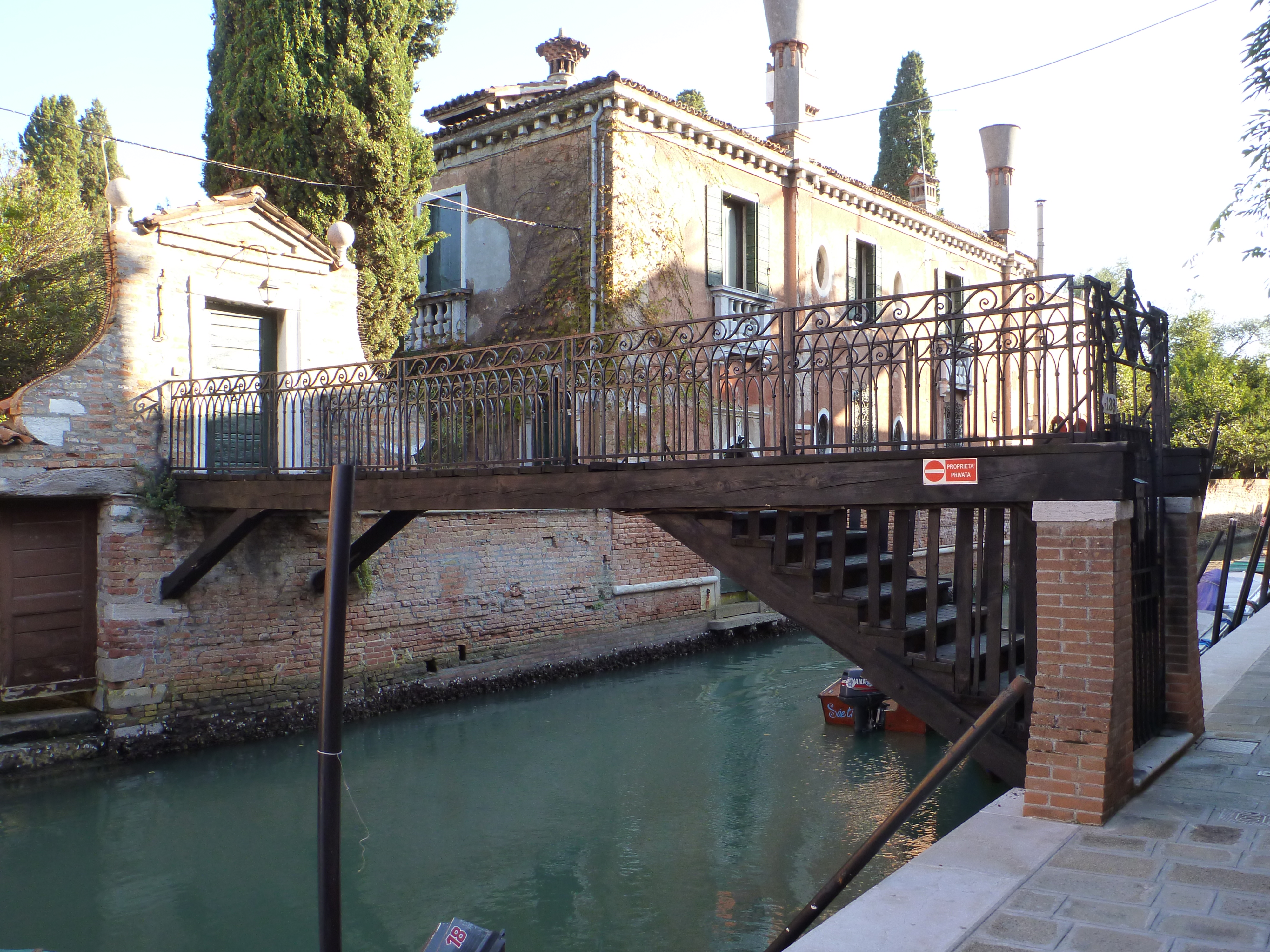
Pod privat

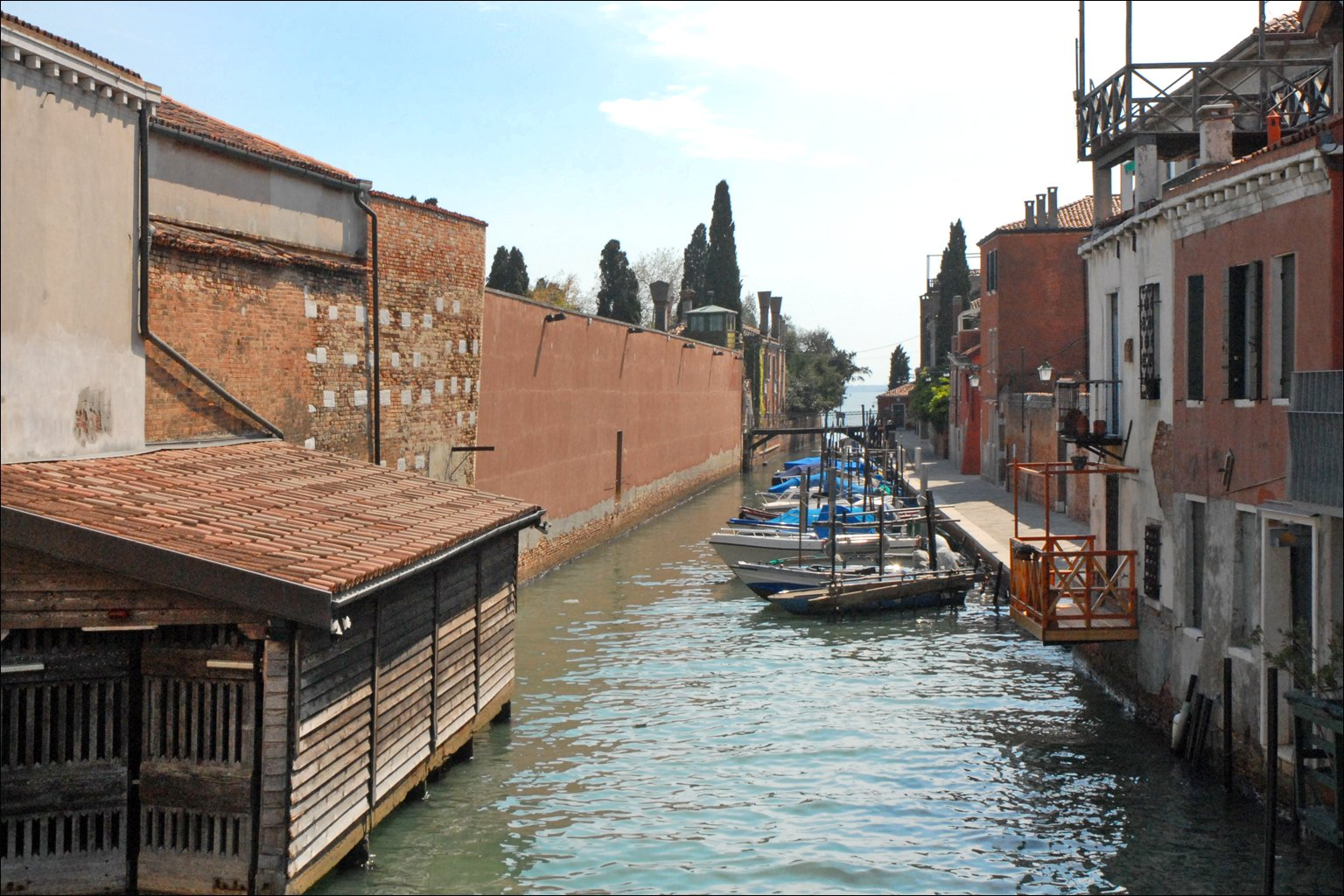
Canalul curgând de-a lungul zidului închisorii vechi (închisă în 2008)

Rio della Croce (în venețiană rio de la Croze; canalul Crucii) este un canal din Veneția, pe insula Giudecca din sestiere Dorsoduro.

## Descriere
Rio de la Croce are o lungime de aproximativ 250 de metri. El traversează Giudecca de la nord la sud și se racordează la Canalul Giudecca.

## Origine
O mănăstire benedictină a fost construită aici cu numele de Santa Croce, menționată pentru prima dată în 1328. Biserica adiacentă a fost reconstruită în 1508. Mănăstirea a fost desființată la începutul secolului al XIX-lea și transformată într-o casă de corecție, iar accesul în biserică a fost limitat doar la cei din închisoare.

## Localizare
Pe malul acestui canal se află fondamenta al Rio de la Croce.

## Poduri
Acest canal este traversat de-a lungul Canalului Giudecca de ponte de la Croce care unește fondamenta eponimă cu Fondamenta San Giacomo . Un pod privat se află la mijlocul cursului canalului.